# アジタ・ケーサカンバリン
アジタ・ケーサカンバリン（パーリ語:Ajita Kesakambalin、漢訳:阿耆多翅舎欽婆羅、生没年不詳）は、釈迦（ゴータマ・シッダールタ）と同時代のインドの自由思想家。六師外道のひとり。唯物論および快楽至上主義の説を唱えて順世派（後世のチャールヴァーカ、Cārvāka）の祖となった。

## 略歴
アジタ・ケーサカンバリンの生涯はよくわかっていないが、「ケーサカンバリン」は「毛髪でつくった衣を着る者」の意味とされる。彼は教団を開いたが、その詳細もよくわかっていない。ヘレニズム期のエピクロス派教団のような、人生の素直な喜びを仲間で分かち合う共同体的性質を帯びたものではないかと推測される。この教団はのちにローカーヤタ（順世派）と呼ばれることになる。

## 思想

### 四元素還元説
アジタ・ケーサカンバリンは世界を地、水、火、風の4要素の離合集散によって説明する四元素還元説を唱えた。これは、霊魂の存在を完全に否定するものであり、ヴェーダに示される正統バラモン教におけるアートマン（ātman、我、真我）をも否定するもので、当時、汎インド的に最も重要視された業（karma、カルマ）の報いについても、霊魂の行くべき道を示した業のはたらきや善悪の行為の報いを完全に否定した。また、輪廻の思想を否定し、死後の生まれ変わりも来世も認めず、人は死ねば4要素に帰って消滅するとし、道徳も宗教も不必要なものであるとして、無神論の立場に立った。布施に功徳があるという考えもまた愚者のものだとみなしている。

### 快楽至上主義
無神論に立つアジタ・ケーサカンバリンは、人生には目的が備わっているという従来の思考や人間には生得的に守らなくてはならない規範があるとする伝統的な共同体倫理を否定した。そして、従来のバラモン的な宗教行為は無意味であり、現世における生を最大限に利用して、それを楽しみ、幸福をそこから得るべきだとした。ただし、楽しみには悲しみがつきものであり、それはある程度覚悟しなければならないとし、悲しみを恐れて喜びから退いてはならず、たまに訪れる悲しみもまた、現世での幸福のためには喜んで受け入れることも必要だと説いている。